# Liste des routes d'État en Oklahoma
L'Oklahoma compte un large réseau de routes d'État entretenues par le Oklahoma Department of Transportation (ODOT).

## Liste des routes d'État
| Numéro    | Longueur (mi) | Longueur (km) | Terminus sud / ouest                                                                 | Terminus nord / est                                            | Créée | Notes                                                                                   |
| --------- | ------------- | ------------- | ------------------------------------------------------------------------------------ | -------------------------------------------------------------- | ----- | --------------------------------------------------------------------------------------- |
| SH-1      | 209,70        | 337,50        | US 177 / SH-199 entre Mannsville et Madill                                           | AR 88 à la frontière de l'Arkansas près de Page                | 1968  |                                                                                         |
| SH-2      | 143,00        | 230,10        | SH-3 près d'Antlers US 60 / US 69 à Vinita                                           | US 64 à Warner US 59 / SH-10 à Welch                           | 1934  | Existe en deux segments; le segment du milieu est devenu la US 64, la US 62 et la US 69 |
| SH-3      | 615,00        | 989,70        | US 287 / US 385 à la frontière du Colorado près de Boise City                        | AR 32 à la frontière de l'Arkansas près de Foreman, AR         | 1937  | Plus longue route d'état en Oklahoma                                                    |
| SH-3B     | 1,32          | 2,12          | SH-7 à Atoka                                                                         | US 75 / SH-3 à Atoka                                           | 1985  |                                                                                         |
| SH-3E     | 58,40         | 94,00         | I-40 / US 177 / US 270 / SH-3 près de Shawnee                                        | SH-1 / SH-3 / SH-19 près d'Ada                                 | 1976  |                                                                                         |
| SH-3W     | 50,60         | 81,40         | I-40 / US 177 / US 270 / SH-3 près de Shawnee                                        | SH-1 / SH-3 / SH-19 près d'Ada                                 | 1976  |                                                                                         |
| SH-4      | 41,70         | 67,10         | I-44 près de Bridge Creek                                                            | Piedmont                                                       | 1941  |                                                                                         |
| SH-4      | 12,01         | 19,33         | US 259 à Smithville                                                                  | AR 4 à la frontière de l'Arkansas près de Cove, AR             | 1963  |                                                                                         |
| SH-5      | 20,42         | 32,86         | US 62 à Gould                                                                        | SH-6 à Eldorado                                                | 1924  |                                                                                         |
| SH-5      | 98,20         | 158,00        | US 283 près d'Altus                                                                  | US 70 à Waurika                                                | 1924  |                                                                                         |
| SH-5A     | 8,00          | 12,87         | US 277 / US 281 à Cookietown                                                         | SH-5 près de Temple                                            | 1947  |                                                                                         |
| SH-5B     | 7,00          | 11,27         | US 70 à Taylor                                                                       | SH-5A près de Cookietown                                       | 1950  |                                                                                         |
| SH-5C     | 8,48          | 13,65         | SH-5 à Tipton                                                                        | US 183 à Manitou                                               | 1954  |                                                                                         |
| SH-6      | 121,80        | 196,00        | SH 6 à la frontière du Texas près d'Eldorado                                         | SH-152 près de Sweetwater                                      | 1954  |                                                                                         |
| SH-7      | 150,50        | 242,20        | I-44 / US 277 / US 281 à Lawton                                                      | US 69 / US 75 / SH-3 à Atoka                                   | 1941  |                                                                                         |
| SH-7B     | 1,99          | 3,20          | SH-81A à Duncan                                                                      | SH-7 à Duncan                                                  | 1961  |                                                                                         |
| SH-7D     | 3,50          | 5,63          | SH-7 près de Bromide                                                                 | Bromide                                                        | 1954  |                                                                                         |
| SH-7 Spur | 4,00          | 6,40          | SH-7 près de Sulphur                                                                 | US 177 près de Sulphur                                         | 2011  |                                                                                         |
| SH-8      | 179,10        | 288,20        | US 277 / SH-19 près de Cyril                                                         | K-8 à la frontière du Kansas près de Kiowa, KS                 | 1924  |                                                                                         |
| SH-8A     | 4,78          | 7,69          | SH-8 près de Watonga                                                                 | SH-51A près du Parc d'état de Roman Nose                       | 1944  |                                                                                         |
| SH-8B     | 1,00          | 1,61          | Aline                                                                                | SH-8 près d'Aline                                              | —     |                                                                                         |
| SH-9      | 348.1         | 560.2         | SH 203 à la frontière du Texas près de Wellington, TX                                | I-540 / US 271 à la frontière de l'Arkansas à Pocola           | 1924  |                                                                                         |
| SH-9A     | 33,31         | 53,61         | SH-39 à Konawa                                                                       | I-40 près de Shawnee                                           | 1947  |                                                                                         |
| SH-9A     | 4,11          | 6,61          | US 69 près de Canadian                                                               | SH-9 près d'Eufaula                                            | 1950  |                                                                                         |
| SH-9A     | 8,50          | 13,68         | US 271 / SH-9 près de Spiro                                                          | S Y Street à la frontière de l'Arkansas à Arkoma               | 1959  | Ancienne US 271                                                                         |
| SH-10     | 233,10        | 375,10        | SH-99 près de Herd                                                                   | I-40 près de Gore                                              | 1924  |                                                                                         |
| SH-10A    | 6,14          | 9,88          | SH-10 près de Braggs                                                                 | SH-100 près de Tenkiller Ferry Dam                             | 1959  |                                                                                         |
| SH-10C    | 4,37          | 7,03          | SH-10 près de Miami                                                                  | Route U à la frontière du Missouri près de West Seneca         | 1954  |                                                                                         |
| SH-11     | 204,90        | 329,80        | US 281 près d'Alva                                                                   | I-244 à Tulsa                                                  | 1924  |                                                                                         |
| SH-11A    | 5,00          | 8,05          | SH-11 près de Medford                                                                | Wakita                                                         | 1956  |                                                                                         |
| SH-14     | 27,85         | 44,82         | US 281 / SH-45 à Waynoka                                                             | US 64 / US 281 à Alva                                          | 1924  |                                                                                         |
| SH-15     | 109,50        | 176,20        | SH 15 à la frontière du Texas près de Shattuck US 64 / US 412 / SH‑74 près de Garber | US 183 / US 270 / SH‑3 à Woodward SH-18 près de Pawnee         | 1924  | Existe en deux segments; le segment du milieu est devenu la US 412                      |
| SH-16     | 99,20         | 159,60        | SH-33 / SH-99 à Drumright                                                            | SH-51 à Wagoner                                                | 1937  |                                                                                         |
| SH-17     | 20,86         | 33,57         | US 277 à Elgin                                                                       | US 81 Bus. à Rush Springs                                      | 1937  |                                                                                         |
| SH-17A    | 3,10          | 4,99          | I-35 près de Wynnewood                                                               | US 77 près de Wynnewood                                        | 1983  |                                                                                         |
| SH-18     | 134,40        | 216,30        | US 270 à Shawnee                                                                     | K-15 à la frontière du Kansas près de Grainola                 | 1924  |                                                                                         |
| SH-18A    | 0,39          | 0,63          | US 177 dans la Chickasaw National Recreation Area                                    | Hôpital Veterans                                               | —     |                                                                                         |
| SH-18B    | 4,63          | 7,45          | SH-18 près de Chandler                                                               | Sparks                                                         | 1953  |                                                                                         |
| SH-19     | 171,70        | 276,30        | US 283 / SH-6 à Blair                                                                | SH-1 / SH-3 près d'Ada                                         | 1924  |                                                                                         |
| SH-20     | 142,70        | 229,70        | SH-18 près de Fairfax                                                                | Route 43 à la frontière du Missouri près de Southwest City, MO | 1924  |                                                                                         |
| SH-22     | 47,40         | 76,30         | SH-1 à Ravia                                                                         | US 70 à Bokchito                                               | 1924  |                                                                                         |
| SH-23     | 35,30         | 56,80         | SH 23 à la frontière du Texas près d'Elmwood                                         | K-23 à la frontière du Kansas près de Forgan                   | 1958  |                                                                                         |
| SH-24     | 21,10         | 34,00         | SH-74 près de Maysville                                                              | SH-74 à Goldsby                                                | 1937  |                                                                                         |
| SH-25     | 12,07         | 19,42         | SH-2 à Pyramid Corners                                                               | US 59 / US 69 à Narcissa                                       | 1924  |                                                                                         |
| SH-25     | 5,20          | 8,37          | SH-10 près de Grove                                                                  | Route O à la frontière du Missouri à Dodge                     | —     |                                                                                         |
| SH-26     | 7,97          | 12,83         | SH-31 à McCurtain                                                                    | SH-9 près de Keota                                             | 1938  |                                                                                         |
| SH-27     | 14,70         | 23,70         | SH-9 près de Wetumka                                                                 | US 62 / SH-56 à Okemah                                         | 1942  |                                                                                         |
| SH-28     | 68,40         | 110,10        | US 169 près de Delaware                                                              | SH-20 près de Jay                                              | 1924  |                                                                                         |
| SH-28A    | 4,56          | 7,34          | SH-66 Foyil                                                                          | SH-28 près de Foyil                                            | 1957  |                                                                                         |
| SH-29     | 58,50         | 94,10         | US 81 à Marlow                                                                       | US 177 près de Sulphur                                         | 1924  |                                                                                         |
| SH-29A    | 0,48          | 0,77          | Foster                                                                               | SH-29 près de Foster                                           | 1961  |                                                                                         |
| SH-30     | 84,40         | 135,80        | US 62 à Hollis                                                                       | Durham                                                         | 1936  |                                                                                         |
| SH-31     | 132,60        | 213,40        | SH-48 près de Tupelo                                                                 | US 59 / US 271 près de Panama                                  | 1933  |                                                                                         |
| SH-31A    | 4,46          | 7,18          | SH-31 près d'Ashland                                                                 | US 270 / SH-1 près de Stuart                                   | 1948  |                                                                                         |
| SH-31B    | 3,44          | 5,54          | Olney                                                                                | SH-31 près de Clarita                                          | 1986  |                                                                                         |
| SH-32     | 77,30         | 124,40        | US 81 à Ryan                                                                         | US 70 à Kingston                                               | 1934  |                                                                                         |
| SH-33     | 234,40        | 377,20        | SH 33 à la frontière du Texas près de Durham                                         | US 75 Alt. / SH-66 / SH-97 à Sapulpa                           | 1927  |                                                                                         |
| SH-34     | 188,30        | 303,00        | SH-6 près d'Eldorado                                                                 | K-1 à la frontière du Kansas                                   | 1931  |                                                                                         |
| SH-34C    | 4,52          | 7,27          | SH-34 près de Woodward                                                               | Parc d'état de Boiling Springs                                 | 1956  |                                                                                         |
| SH-36     | 44,40         | 71,50         | I-44 / US 277 / US 281 près de Randlett                                              | I-44 / US 277 / US 281 près de Lawton                          | 1926  |                                                                                         |
| SH-37     | 65,80         | 105,90        | US 281 / SH-8 à Hinton                                                               | Sunnylane Road à Moore                                         | 1937  |                                                                                         |
| SH-37     | 12,54         | 20,18         | SH 37 à la frontière du Texas près d'Idabel                                          | US 70 Byp. à Idabel                                            | 1956  |                                                                                         |
| SH-38     | 14,76         | 23,75         | US 64 à Jet                                                                          | SH-11 près de Medford                                          | 1961  |                                                                                         |
| SH-39     | 68,40         | 110,10        | US 62 / US 277 / SH-9 à Tabler                                                       | US 377 / SH-3E / SH‑56 / SH-99 près de Konawa                  | 1936  |                                                                                         |
| SH-40A    | 0,35          | 0,56          | US 177 près de Carney                                                                | Carney                                                         | 1986  |                                                                                         |
| SH-42     | 1,43          | 2,30          | Dill City                                                                            | SH-152 près de Dill City                                       | 1939  |                                                                                         |
| SH-43     | 65,60         | 105,60        | US 75 / SH-3 à Coalgate                                                              | SH-2 près de Clayton                                           | 1942  |                                                                                         |
| SH-44     | 59,20         | 95,30         | US 283 près de Blair                                                                 | SH-33 à Butler                                                 | 1932  |                                                                                         |
| SH-44A    | 1,43          | 2,30          | SH-44 près de Lugert                                                                 | Parc d'état de Quartz Mountain                                 | 1950  |                                                                                         |
| SH-45     | 64,70         | 104,10        | US 281 / SH-14 à Waynoka                                                             | US 60 / US 64 / US 81 à Enid                                   | 1927  |                                                                                         |
| SH-46     | 49,30         | 79,30         | US 60 / US 283 / SH‑51 à Arnett                                                      | US 64 près de Buffalo                                          | 1939  |                                                                                         |
| SH-47     | 94,60         | 152,20        | FM 2124 à la frontière du Texas près de Reydon                                       | SH-33 à Thomas                                                 | 1936  |                                                                                         |
| SH-47A    | 2,15          | 3,46          | SH-47 près de Cheyenne                                                               | SH-47 près de Cheyenne                                         | 1965  |                                                                                         |
| SH-48     | 159,50        | 256,70        | SH-78 près de Durant                                                                 | US 64 / US 412 près de Cleveland                               | 1941  |                                                                                         |
| SH-48A    | 9,39          | 15,11         | SH-78 à Milburn                                                                      | SH-48 à Coleman                                                | 1950  |                                                                                         |
| SH-49     | 30,00         | 48,30         | SH-54 près de Cooperton                                                              | I-44 / US 62 / US 277 / US 281 près de Lawton                  | 1927  |                                                                                         |
| SH-50     | 37,70         | 60,70         | US 183 / US 270 / SH‑3 près de Woodward                                              | US 64 à Camp Houston                                           | 1927  |                                                                                         |
| SH-50A    | 0,54          | 0,87          | SH-50 près de Freedom                                                                | Parc d'état d'Alabaster Caverns                                | 1959  |                                                                                         |
| SH-50B    | 4,56          | 7,34          | Parc d'état de Boiling Springs                                                       | SH-50 près de Mooreland                                        | 1958  |                                                                                         |
| SH-51     | 332,80        | 535,60        | US 60 à la frontière du Texas près de Higgins, TX                                    | AR 244 à la frontière de l'Arkansas près de Stilwell           | 1927  |                                                                                         |
| SH-51A    | 22,40         | 36,05         | SH-8 près de Watonga                                                                 | SH-58 près de Fairview                                         | 1950  |                                                                                         |
| SH-51B    | 18,49         | 29,76         | SH-72 à Coweta                                                                       | US 69 près de Wagoner                                          | 1954  |                                                                                         |
| SH-52     | 4,06          | 6,53          | Hanna                                                                                | SH-9 près de Hanna                                             | 1941  |                                                                                         |
| SH-52     | 16,46         | 26,49         | US 266 près de Grayson                                                               | SH-16 près de Bald Hill                                        | 1941  |                                                                                         |
| SH-53     | 87,60         | 141,00        | SH-5 à Walters                                                                       | US 177 près de Gene Autry                                      | 1928  |                                                                                         |
| SH-53A    | 1,00          | 1,61          | Gene Autry                                                                           | SH-53 près de Gene Autry                                       | 1973  |                                                                                         |
| SH-54     | 9,96          | 16,03         | US 70 près de Grandfield                                                             | SH-5 près de Hollister                                         | 1956  |                                                                                         |
| SH-54     | 85,50         | 137,60        | US 62 près de Snyder                                                                 | SH-33 près de Thomas                                           | 1941  |                                                                                         |
| SH-54A    | 3,50          | 5,63          | Corn                                                                                 | SH-54 près de Corn                                             | —     |                                                                                         |
| SH-54B    | 3,27          | 5,26          | SH-54 près de Colony                                                                 | Colony                                                         | —     |                                                                                         |
| SH-55     | 39,90         | 64,20         | SH-34 à Carter                                                                       | SH-54 à Lake Valley                                            | 1932  |                                                                                         |
| SH-56     | 86,70         | 139,50        | US 377 / SH-3E / SH‑39 / SH-99 près de Konawa                                        | US 62 à Okmulgee                                               | 1929  |                                                                                         |
| SH-58     | 72,70         | 117,00        | SH-49 près de Medicine Park                                                          | Limite des comtés de Blaine et de Custer près de Hydro         | 1945  |                                                                                         |
| SH-58     | 105,90        | 170,40        | US 270 / US 281 / SH‑3 / SH-33 près de Watonga                                       | SW 140 Avenue ;a la frontière du Kansas près d'Amorita         | 1931  |                                                                                         |
| SH-58A    | 5,33          | 8,58          | SH-51 près de Canton                                                                 | SH-58 près de Canton                                           | —     |                                                                                         |
| SH-59     | 93,00         | 149,70        | SH-39 près de Criner                                                                 | US 270 Bus. / SH-56 à Wewoka                                   | 1932  |                                                                                         |
| SH-59A    | 5,27          | 8,48          | US 177 / SH-59 près de Byars                                                         | SH-3W près d'Ada                                               | —     |                                                                                         |
| SH-59B    | 5,69          | 9,16          | SH-19 près de Lindsay                                                                | SH-59 près de Payne                                            | —     |                                                                                         |
| SH-59B    | 6,93          | 11,15         | SH-102 près de Macomb                                                                | US 177 / SH-3W près de Chisney                                 | —     |                                                                                         |
| SH-63     | 96,70         | 155,60        | US 69 à Kiowa                                                                        | AR 8 à la frontière de l'Arkansas près de Big Cedar            | 1935  |                                                                                         |
| SH-63A    | 2,40          | 3,86          | SH-1 / SH-63 près de Talihina                                                        | Hôpital de Choctaw Nation Oklahoma Veterans Center             | —     | La route se divise en deux branches                                                     |
| SH-64B    | 11,39         | 18,33         | I-40 près de Muldrow                                                                 | SH-101 près de Muldrow                                         | 1958  |                                                                                         |
| SH-64D    | 3,65          | 5,87          | US 64 près de Moffett                                                                | I-40 près de Dora, AR                                          | 1973  |                                                                                         |
| SH-65     | 44,40         | 71,50         | US 70 près de Temple                                                                 | SH-17 à Sterling                                               | 1932  |                                                                                         |
| SH-66     | 192,70        | 310,10        | I-40 Bus. / US 81 à El Reno                                                          | US 60 près de White Oak                                        | 1985  | Ancienne US 66                                                                          |
| SH-66B    | 3,26          | 5,25          | SH-66 près de Wellston                                                               | SH-66 près de Wellston                                         | 1985  | Établie comme SH-66 lorsque la US 66 était active                                       |
| SH-67     | 9,94          | 16,00         | US 75 Alt. à Kiefer                                                                  | US 64 à Bixby                                                  | 1936  |                                                                                         |
| SH-69A    | 5,15          | 8,29          | SH-10 à Miami                                                                        | US 69 près de Commerce                                         | —     |                                                                                         |
| SH-69A    | 4,70          | 7,56          | US 69 près de Pryor                                                                  | Sportsman Acres                                                | 1951  |                                                                                         |
| SH-70A    | 6,81          | 10,96         | Lac Texoma                                                                           | US 70 à Kingston                                               | —     |                                                                                         |
| SH-70B    | 5,71          | 9,19          | Lac Texoma                                                                           | US 70 à Kingston                                               | —     |                                                                                         |
| SH-70C    | 0,32          | 0,51          | US 70 à Randlett                                                                     | Randlett                                                       | —     |                                                                                         |
| SH-70D    | 0,30          | 0,48          | US 70 à Devol                                                                        | Devol                                                          | —     |                                                                                         |
| SH-70E    | 31,87         | 51,29         | SH-78 près de Durant                                                                 | US 70 près de Bennington                                       | —     |                                                                                         |
| SH-70F    | 4,56          | 7,34          | SH-32 près de Kingston                                                               | US 70 près de Madill                                           | —     |                                                                                         |
| SH-71     | 20,92         | 33,67         | SH-31 à Quinton                                                                      | SH-2 près de Porum                                             | 1944  |                                                                                         |
| SH-72     | 32,90         | 52,90         | US 266 près de Council Hill                                                          | SH-51 à Coweta                                                 | 1935  |                                                                                         |
| SH-73     | 24,50         | 39,40         | SH-34 près de Hammon                                                                 | I-40 Bus. près de Clinton                                      | 1967  |                                                                                         |
| SH-74     | 52,50         | 84,50         | SH-7 près de Tatums                                                                  | I-35 à Goldsby                                                 | 1937  |                                                                                         |
| SH-74     | 91,50         | 147,30        | I-44 / SH-3 / SH-66 à Bethany                                                        | SH-11 près de Deer Creek                                       | 1931  |                                                                                         |
| SH-74B    | 9,95          | 16,01         | SH-76 près de Blanchard                                                              | SH-74 à Goldsby                                                | —     |                                                                                         |
| SH-74C    | 11,59         | 18,65         | SH-74 à Crescent                                                                     | US 77 près de Guthrie                                          | —     |                                                                                         |
| SH-74E    | 4,98          | 8,01          | SH-51 près de Marshall                                                               | SH-74 près de Marshall                                         | —     |                                                                                         |
| SH-74F    | 8,05          | 12,96         | SH-33 près de Cashion                                                                | SH-74 près de Cashion                                          | —     |                                                                                         |
| SH-76     | 100,00        | 160,00        | Près de Leon                                                                         | SH-37 à Newcastle                                              | 1932  |                                                                                         |
| SH-77C    | 0,47          | 0,76          | US 77 / SH-39 / SH-74 à Purcell                                                      | US 77 / SH-39 à Purcell                                        | —     | Non-indiquée                                                                            |
| SH-77D    | 2,55          | 4,10          | US 77 près de Davis                                                                  | Falls Creek Baptist Conference Center                          | —     |                                                                                         |
| SH-77H    | 13,75         | 22,13         | US 77 à Norman                                                                       | I-240 / SH-3 à Oklahoma City                                   | 1955  |                                                                                         |
| SH-77S    | 30,04         | 48,34         | US 70 près d'Ardmore                                                                 | US 70 près d'Ardmore                                           | 1951  | Boucle partielle dans le Parc d'état de Lake Murray                                     |
| SH-78     | 60,00         | 96,60         | SH 78 à la frontière du Texas près de Yuba                                           | US 377 / SH-99 à Tishomingo                                    | 1956  |                                                                                         |
| SH-79     | 4,43          | 7,13          | SH 79 à la frontière du Texas près de Waurika                                        | US 70 près de Waurika                                          | 1938  |                                                                                         |
| SH-80     | 20,47         | 32,94         | US 62 / SH-10 à Fort Gibson                                                          | SH-51 à Hulbert                                                | 1952  |                                                                                         |
| SH-80A    | 0,85          | 1,37          | SH-80 à Fort Gibson                                                                  | SH-80 à Fort Gibson                                            | —     |                                                                                         |
| SH-81A    | 0,71          | 1,14          | US 81 à Duncan                                                                       | US 81 à Duncan                                                 | —     |                                                                                         |
| SH-82     | 43,20         | 69,50         | SH-1 / SH-63 près de Talihina                                                        | SH-9 à Stigler                                                 | 1940  |                                                                                         |
| SH-82     | 99,20         | 159,60        | I-40 près de Vian                                                                    | US 60 / US 69 près de Vinita                                   | —     |                                                                                         |
| SH-83     | 11,36         | 18,28         | US 59 près de Howe                                                                   | AR 96 à la frontière de l'Arkansas près de Hartford, AR        | 1944  |                                                                                         |
| SH-84     | 9,85          | 15,85         | SH-9 à Dustin                                                                        | US 75 près de Weleetka                                         | 1940  |                                                                                         |
| SH-85     | 13,41         | 21,58         | SH-82 près de Ketchum                                                                | US 60 / US 69 près de Vinita                                   | 1944  |                                                                                         |
| SH-85A    | 5,68          | 9,14          | SH-85 près de Bernice                                                                | SH-125 près de Monkey Island                                   | —     |                                                                                         |
| SH-86     | 12,06         | 19,41         | SH-51 près de Stillwater                                                             | US 77 à Perry                                                  | 1941  |                                                                                         |
| SH-87     | 14,65         | 23,58         | US 259 près de Harris                                                                | AR 108 à la frontière de l'Arkansas près de Foreman, AR        | 1944  |                                                                                         |
| SH-88     | 26,00         | 41,80         | Inola                                                                                | US 169 près d'Oologah                                          | 1941  |                                                                                         |
| SH-89     | 30,30         | 48,80         | FM 677 à la frontière du Texas près de Courtney                                      | SH-53 près de Loco                                             | 1944  |                                                                                         |
| SH-91     | 13,58         | 21,85         | SH 91 à la frontière du Texas près de Cartwright                                     | SH-78 à Achille                                                | 1997  |                                                                                         |
| SH-92     | 18,09         | 29,11         | US 62 / US 277 / SH-9 près de Chickasha                                              | SH-37 à Tuttle                                                 | 1942  |                                                                                         |
| SH-93     | 15,75         | 25,35         | US 70 près de Hugo                                                                   | SH-3 à Rattan                                                  | 1953  |                                                                                         |
| SH-94     | 14,92         | 24,01         | US 412 / SH-3 près de Hardesty                                                       | US 54 / US 64 à Hooker                                         | 1943  |                                                                                         |
| SH-95     | 42,10         | 67,80         | FM 1290 à la frontière du Texas près de Texhoma                                      | US 56 près d'Elkhart, KS                                       | 1952  |                                                                                         |
| SH-96     | 4,01          | 6,45          | Près de Burneyville                                                                  | SH-32 près de Burneyville                                      | 1957  |                                                                                         |
| SH-97     | 19,86         | 31,96         | US 75 Alt. / SH-33 / SH-66 à Sapulpa                                                 | Zink Ranch                                                     | 1952  |                                                                                         |
| SH-98     | 19,67         | 31,66         | SH-37 près d'Idabel                                                                  | SH-3 près de Glover                                            | 1954  |                                                                                         |
| SH-99     | 241,50        | 388,70        | US 377 à la frontière du Texas à Willis                                              | K-99 à la frontière du Kansas près de Chautauqua, KS           | 1938  |                                                                                         |
| SH-99A    | 2,26          | 3,64          | SH-99 près de Fittstown                                                              | Harden City                                                    | —     |                                                                                         |
| SH-99A    | 22,46         | 36,15         | SH-3E près de Shawnee                                                                | SH-48 près de Bearden                                          | —     |                                                                                         |
| SH-99B    | 1,09          | 1,75          | SH-33 / SH-99 à Drumright                                                            | SH-99 à Drumright                                              | —     |                                                                                         |
| SH-99C    | 8,27          | 13,31         | SH-32 près de Lebanon                                                                | US 377 / SH-99 près de Madill                                  | —     |                                                                                         |
| SH-100    | 54,90         | 88,40         | I-40 près de Webbers Falls                                                           | AR 156 à la frontière de l'Arkansas près de Stilwell           | 1954  |                                                                                         |
| SH-101    | 23,11         | 37,19         | US 59 près de Sallisaw                                                               | AR 220 à la frontière de l'Arkansas près de Short              | 1954  |                                                                                         |
| SH-102    | 52,20         | 84,01         | Wanette                                                                              | SH-66 près de Wellston                                         | 1955  |                                                                                         |
| SH-104    | 7,02          | 11,30         | US 64 / SH-72 à Haskell                                                              | SH-51B près de Porter                                          | 1955  |                                                                                         |
| SH-105    | 29,11         | 46,85         | SH-33 Guthrie                                                                        | SH-18 près d'Agra                                              | 1955  |                                                                                         |
| SH-108    | 24,00         | 38,62         | US 64 près de Morrison                                                               | SH-51 près de Stillwater                                       | 1955  |                                                                                         |
| SH-109    | 53,90         | 86,74         | US 70 à Boswell                                                                      | US 70 à West Ft. Towson                                        | 1956  |                                                                                         |
| SH-110    | 9,99          | 16,08         | Dougherty                                                                            | SH-7 à Davis                                                   | 1957  |                                                                                         |
| SH-112    | 24,60         | 39,60         | US 59 / US 271 près de Poteau                                                        | SH-9A à Arkoma                                                 | 1955  |                                                                                         |
| SH-113    | 21,87         | 35,20         | US 69 Bus. près de McAlester                                                         | US 69 à Canadian                                               | 1958  |                                                                                         |
| SH-115    | 57,20         | 92,10         | US 62 à Cache                                                                        | SH-152 près de Cordell                                         | 1957  |                                                                                         |
| SH-116    | 11,55         | 18,59         | US 59 / SH-10 près de Colcord                                                        | AR 12 à la frontière de l'Arkansas près de Colcord             | 1956  |                                                                                         |
| SH-117    | 7,43          | 11,96         | SH-33 / SH-66 près de Sapulpa                                                        | US 75 près de Glenpool                                         | 1957  |                                                                                         |
| SH-117A   | 0,75          | 1,21          | SH-117 à Sapulpa                                                                     | US 75 / SH-66 à Sapulpa                                        | —     |                                                                                         |
| SH-120    | 3,04          | 4,89          | SH-112 à Rock Island                                                                 | AR 10 à la frontière de l'Arkansas à Rock Island               | 1956  |                                                                                         |
| SH-123    | 22,70         | 36,50         | SH-11 près de Barnsdall                                                              | US 60 à Bartlesville                                           | 1960  |                                                                                         |
| SH-125    | 25,70         | 41,40         | Monkey Island                                                                        | US 69 / SH-10 à Miami                                          | 1958  |                                                                                         |
| SH-127    | 13,08         | 21,05         | US 59 / SH-10 / SH-20 à Jay                                                          | US 59 / SH-10 près de Jay                                      | 1958  |                                                                                         |
| SH-128    | 9,81          | 15,79         | US 59 / US 270 à Heavener                                                            | AR 28 à la frontière de l'Arkansas près de Heavener            | 1956  |                                                                                         |
| SH-130    | 3,00          | 4,83          | SH-76 à Newcastle                                                                    | US 62 / US 277 à Newcastle                                     | 1957  |                                                                                         |
| SH-131    | 13,63         | 21,94         | SH-31 près de Coalgate                                                               | US 69 près de Kiowa                                            | 1958  |                                                                                         |
| SH-132    | 65,30         | 105,10        | SH-51 près de Hennessey                                                              | K-179 à la frontière du Kansas à Manchester                    | 1956  |                                                                                         |
| SH-133    | 6,60          | 10,60         | SH-19 près de Pauls Valley                                                           | SH-59 près de Byars                                            | 1958  |                                                                                         |
| SH-136    | 40,50         | 65,20         | SH 136 à la frontière du Texas près de Guymon                                        | K-25 à la frontière du Kansas près de Guymon                   | 1957  |                                                                                         |
| SH-137    | 6,31          | 10,15         | US 60 dans le Parc d'état de Twin Bridges                                            | SH-10 près de Miami                                            | 1958  |                                                                                         |
| SH-141    | 8,24          | 13,26         | US 59 près de Sallisaw                                                               | US 64 près de Gans                                             | 1959  |                                                                                         |
| SH-142    | 4,31          | 6,94          | I-35 près d'Ardmore                                                                  | SH-199 près d'Ardmore                                          | 1960  |                                                                                         |
| SH-144    | 36,97         | 59,50         | US 271 près de Clayton                                                               | US 259 près d'Octavia                                          | 1959  |                                                                                         |
| SH-145    | 2,88          | 4,63          | I-35 près de Paoli                                                                   | US 77 à Paoli                                                  | 1959  |                                                                                         |
| SH-146    | 13,32         | 21,44         | SH-9 près de Fort Cobb                                                               | SH-152 près de Binger                                          | 1962  |                                                                                         |
| SH-147    | 13,58         | 21,85         | US 70 près de Sawyer                                                                 | SH-3 près de Rattan                                            | 1959  |                                                                                         |
| SH-149    | 8,00          | 12,90         | US 283 à Laverne                                                                     | SH-46 près de May                                              | 1961  |                                                                                         |
| SH-150    | 8,77          | 14,11         | US 69 près d'Eufaula                                                                 | I-40 près de Checotah                                          | 1965  |                                                                                         |
| SH-151    | 2,30          | 3,70          | SH-51 près de Mannford                                                               | US 412 près de Sand Springs                                    | 1965  |                                                                                         |
| SH-152    | 149,20        | 240,10        | SH 152 à la frontière du Texas près de Sweetwater                                    | I-44 / SH-3 à Oklahoma City                                    | 1954  |                                                                                         |
| SH-153    | 0,47          | 0,76          | US 77 à Thackerville                                                                 | I-35 à Thackerville                                            | —     |                                                                                         |
| SH-156    | 16,90         | 27,20         | US 77 / SH-15 près de Tonkawa                                                        | US 60 / US 77 / US 177 près de Ponca City                      | 1965  | Ancien tracé de la US 77                                                                |
| SH-162    | 1,30          | 2,10          | US 62 / US 64 / SH-16 près de Taft                                                   | Taft                                                           | 1969  |                                                                                         |
| SH-164    | 12,64         | 20,34         | SH-74 à Covington                                                                    | US 77 près de Lucien                                           | 1972  | Ancien tracé de la US 64                                                                |
| SH-165    | 8,21          | 13,21         | US 64 près de Muskogee                                                               | US 62 près de Muskogee                                         | 1970  |                                                                                         |
| SH-166    | 0,69          | 1,11          | SH-97 à Sapulpa                                                                      | Frankoma Road à Sapulpa                                        | 1974  |                                                                                         |
| SH-167    | 4,86          | 7,82          | I-44 / US 412 près de Tulsa                                                          | SH-266 près de Mingo                                           | 1975  |                                                                                         |
| SH-171    | 21,10         | 34,00         | US 287 près de Boise City                                                            | US 56 à Keyes                                                  | 1976  |                                                                                         |
| SH-199    | 39,80         | 64,10         | SH-142 à Ardmore                                                                     | SH-78 près de Brown                                            | 1938  |                                                                                         |
| SH-209    | 2,25          | 3,62          | US 70 à Fort Towson                                                                  | Parc d'état de Raymond Gary                                    | 1962  |                                                                                         |
| SH-251A   | 6,06          | 9,75          | SH-16 à Okay                                                                         | SH-80 près de Fort Gibson                                      | 1965  |                                                                                         |
| SH-266    | 10,92         | 17,57         | US 169 près de Tulsa                                                                 | SH-66 à Verdigris                                              | 1972  |                                                                                         |
| SH-270    | 14,45         | 23,26         | US 62 à Harrah                                                                       | US 177 près de Shawnee                                         | 1979  | Ancien tracé de la US 270                                                               |
| SH-271A   | 1,90          | 3,10          | Goodland                                                                             | US 271 / SH-109 près de Hugo                                   | —     |                                                                                         |
| SH-301    | 13,30         | 21,40         | US 177 / SH-7 Spur près de Sulphur                                                   | SH-1 près de Roff                                              | 2021  | Nouveau numéro pour le Chickasaw Turnpike                                               |
| SH-312    | 8,50          | 13,68         | US 177 à Stillwater                                                                  | US 412 à Glencoe                                               | 2021  | Nouveau numéro pour le Cimarron Spur                                                    |
| SH-325    | 38,70         | 62,30         | NM 456 à la frontière du Nouveau-Mexique à Kenton                                    | US 287 / US 385 / SH‑3 à Boise City                            | 1989  |                                                                                         |
| SH-344    | 5,65          | 9,09          | I-44 / I-244 à Oakhurst                                                              | I-244 / US 412 à Tulsa                                         | 2022  | Nouveau numéro pour le segment nord–sud de la Gilcrease Expressway                      |
| SH-351    | 53,10         | 85,50         | SH-51 à Broken Arrow                                                                 | I-40 près de Webbers Falls                                     | 2014  | Muskogee Turnpike                                                                       |
| SH-364    | 33,22         | 53,46         | I-44 à Sapulpa                                                                       | I-44 / US 412 à Fair Oaks                                      | 2014  | Creek Turnpike                                                                          |
| SH-375    | 105,20        | 169,30        | US 70 / US 271 près de Hugo                                                          | I-40 / US 62 / US 75 à Henryetta                               | 2021  | Nouveau numéro pour le Indian Nation Turnpike                                           |
| SH-412A   | 2,98          | 4,80          | Oaks                                                                                 | US 412 Alt. à Twin Oaks                                        | 1989  |                                                                                         |
| SH-412B   | 5,33          | 8,58          | US 412 près de Locust Grove                                                          | SH-69A près de Sportsman Acres                                 | 1989  |                                                                                         |
|           |               |               |                                                                                      |                                                                |       |                                                                                         |